# Михаил Малеин
Михаи́л Малеи́н (греч. Μιχαὴλ ὁ Μαλεΐνος, в миру — Мануил; ок. 894, Каппадокия — 963) — византийский подвижник, основатель ряда монастырей на Киминской горе, учитель Афанасия Афонского, основателя Великой Лавры Афона. Почитается в лике преподобных, память совершается 12 июля (по юлианскому календарю).
Родился в Харсианской области Каппадокии во влиятельном семействе Малеинов, приходился родственником императору Льву VI Мудрому (а племянником преподобного был будущий император Никифор Фока) и был в раннем возрасте взят на службу в Константинополь. В 18 лет покинул столицу и ушёл в Вифинию, где поступил в послушание старцу Иоанну Еладиту на Киминской горе и позднее принял от него монашеский постриг с именем Михаил. Позднее был рукоположён в иеромонаха. Согласно житию, ушёл в затвор и пять дней в неделю проводил в пещере, выходя оттуда в субботу для участия в богослужении. Основал ряд монастырей на Киминской горе, одним из учеников Михаила около 953 года стал Афанасий Афонский, основавший впоследствии Великую Лавру на горе Афон. Михаил мирно скончался в 963 году.
В честь преподобного Михаила Малеина был назван первый царь династии Романовых Михаил Фёдорович, родившийся 12 июля — в день памяти преподобного Михаила Малеина. Это послужило причиной роста почитания святого, в частности, строительства в России храмов в честь этого святого, в том числе в Вознесенском монастыре в Московском Кремле и Слободском дворце. Мощи и образ святого были привезены в Москву в 1627 году от патриарха Константинопольского Кирилла Лукариса, на следующий год мощи были помещены в реликварий (ныне в музеях Кремля). Также в честь преподобного был назван русский писатель Михаил Загоскин, который родился 25 июля — также день памяти Михаила Малеина.